# Cirripectes hutchinsi
Cirripectes hutchinsi es una especie de pez de la familia Blenniidae en el orden de los Perciformes.

## Morfología
• Los machos pueden llegar alcanzar los 10,6 cm de longitud total.

## Reproducción
Es ovíparo.

## Hábitat
Es un pez de mar y de clima subtropical y asociado a los  arrecifes de coral que vive entre 1-22 m de profundidad.

## Distribución geográfica
Se encuentra en Australia Occidental.